# 교보증권
교보증권(敎保證券)은 대한민국의 증권회사이다.

## 역사
1949년 대한민국 최초의 증권사인 대한증권으로 출범해서, 1994년 교보생명이 인수한다. 1999년 코스닥 시장에 상장한 후, 2002년 유가증권 시장으로 이전한다.